# Aechmea werdermannii
Aechmea werdermannii är en gräsväxtart som beskrevs av Hermann August Theodor Harms. Aechmea werdermannii ingår i släktet Aechmea och familjen Bromeliaceae. Inga underarter finns listade i Catalogue of Life.